# پانچو گونزالس
 پانچو گونزالس (انگلیسی: Pancho Gonzales؛ زاده ۹ مهٔ ۱۹۲۸ درگذشته ۳ ژوئیهٔ ۱۹۹۵) یک تنیس‌باز اهل ایالات متحده آمریکا بود.